# Cordon, Haute-Savoie
Cordon este o comună în departamentul Haute-Savoie din sud-estul Franței. În 2009 avea o populație de 995 de locuitori.

## Evoluția populației
| An        | 1975 | 1982 | 1990 | 1999 | 2006 | 2009 |
| --------- | ---- | ---- | ---- | ---- | ---- | ---- |
| Populație | 629  | 701  | 766  | 881  | 986  | 995  |